# Bijeg u Egipat
Bijeg u Egipat događaj je iz Isusovog života opisan u Novom zavjetu.
Sveta tri kralja poklonila su se Isusu. Htjeli su se vratiti u Jeruzalem, da poruče Herodu gdje se nalazi Isus. U snu, Bog im je preko anđela zapovijedio da se ne vraćaju, nego da odu kući. Nakon što su otišli, sv. Josipu u snu se ukazao anđeo i rekao: "Ustani, uzmi dijete i majku njegovu te bježi u Egipat i ostani ondje dok ti ne reknem, jer će Herod tražiti dijete da ga pogubi" (Mt 2, 13). Herod je odlučio pogubiti svu djecu u Betlehemu i okolici od dvije godine na niže, stoga su Josip, Djevica Marija i Isus morali pobjeći. Bog Otac ni Isus nisu upotrijebili svoje moći, da se brane od progonstva, već su izbrali ponizan put. Sv. Josip je poslušao i s Marijom i Isusom na brzinu krenuo još iste noći na put samo s najosnovnijim stvarima. Granica je bila nekoliko sati daleko, a slijedila je pustinja po kojoj su putovali pet-šest dana. Bili su u strahu, da ih ne stigne Herodova vojska.  
U Egiptu je bilo dosta Židova, koji su tu došli zbog trgovine ili zbog progona. Prema predaji, smatra se, da je sveta obitelj bila u današnjem selu Matariji nedaleko antičkog grada Heliopolisa (danas dio Kaira). Sv. Josip bio je drvodjelja pa je svojim radom izdržavao Djevicu Mariju i Isusa. Bilo je vremena, kada su bili gladni i jedva su preživljavali. U selu Matariji i danas postoji jedan zdenac pitke vode, dok je u svim okolnim zdencima slana voda. Smatra se, da je to zasluga svete obitelji.  
Bili su u Egiptu nekoliko godina, dok nije umro Herod. Tada se anđeo javio Josipu u snu i rekao: „Ustani, reče, uzmi dijete i njegovu majku te pođi u zemlju izraelsku jer su umrli oni koji su djetetu o glavi radili (Mt 2, 20)“. Vratili su se u Izrael, ali ne u Judeju, jer je tamo vladao Herdovov nasljednik Arhelaj, nego u Nazaret u Galileju gdje su bili sigurni (Mt 2, 22). Kada su se vratili iz Egipta ispunilo se starozavjetno proročanstvo: „Iz Egipta dozvah Sina svog (Hoš 1,11).“
Sveta obitelj uzor je progananicima i izbjeglicama, jer su to i sami bili. Kršćanstvo se brzo širilo Egiptom nakon Isusova uskrsnuća, gdje su s vremenom nastali brojni samostani.

## Unutarnje poveznice
- Pokolj nevine dječice